# 漢朝南擴
漢朝南擴指的是漢朝征服華南以及今日越南北部的一系列歷史事件。自先秦時代起，漢人就開始向南方軍事擴張，並一直延續到漢朝。漢朝派兵征服了百越部落，先後於前111年吞併南越、前110年吞併閩越、前109年吞併滇國。
漢人文化在新征服的土地上生根，而百越和滇部落最終被漢人同化。在華南的百越墳墓中出土的史前古器物證明此地域受到漢文化的影響。此影響範圍最終延伸到東南亞古代國家，漢朝與這些國家進行貿易和政治外交的接觸，使漢文化傳播到這裡。漢朝勢力到達南海的同時，由於西方對中國生產的絲綢需求很高，使得歐洲、近東和中國透過絲綢之路建立了聯繫。